# Petroglyph Games
Petroglyph Games är ett datorspelsutvecklarföretag baserat i Las Vegas, Nevada i USA. Företaget grundades 2003 av en grupp spelutvecklare som tidigare var anställda på Westwood Studios, vilka sade upp sig när Electronic Arts slog samman Westwood Studios med Electronic Arts Los Angeles. Andra Westwood-anställda accepterade Electronic Artss erbjudande, men återvände sedan till Las Vegas för att arbeta hos Petroglyph Games.
Petroglyph Games är främst kända för utveckling av realtidsstrategi-spel. Företagets grundare har arbetat på nyskapande spel inom genren som Command & Conquer och Dune II, vilka satte standard för moderna realtidsstrategi-spel.

## Historia
- 1 april 2003 Petroglyph Games skapas.
- 25 juni 2004, flyttar de in i sina nya lokaler.
- 16 november 2004, Petroglyph tillkännager ett projekt de arbetar med, ett nytt Star Wars real-time strategy (RTS) spel som kallas Star Wars: Empire at War, som släpptes 16 februari 2006.
- 12 september 2005, tillkännager Petroglyph att de har börjat arbeta på en originell militärt/sci-fi RTS spelinje med Sega.
- 27 januari 2007, Petroglyph tillkännager sitt andra spel, Universe at War: Earth Assault. Universe at War släpptes den 10 december, 2007.
- 15 april 2008 offentliggör Petryglyph att de ska samarbeta med True Games Interactive på ett onlinespel som ska finansieras med hjälp av mikrotransaktioner.
- 4 december 2008 avslöjades det att spelet fått namnet Mytheon och att det skulle släppas i tredje kvartalet 2009.
- 27 april 2009 gick företaget ut med att de skulle arbeta med ett MMORTS tillsammans med Triton World Network.
- 11 december 2009 lanserades Petroglyphs nya webbplats. [2]
- 15 november 2018 meddelade Electronic Arts att de har ett partnerskap med Petroglyph Games och Lemon Sky Studios utveckla nya utgåvor av Command & Conquer och Command & Conquer: Red Alert.[3]

## Utvecklade spel
- Star Wars: Empire at War (2006)
  - Star Wars: Empire at War: Forces of Corruption (2006)
- Universe at War: Earth Assault (2007)
- Panzer General: Allied Assault till Xbox Live Arcade (oktober 2009)
- Panzer General: Allied Assault the board game (januari 2010)
- Panzer General: Russian Assault the board game (uppföljare) (augusti 2010)
- Guardians of Graxia (2010)
- Heroes of Graxia (2010)
- Mytheon (2010)
- End of Nations (2011)
- Rise of Immortals (2011)
- Battle for Graxia (2012)
- Coin a Phrase (2013)
- Grey Goo (2015)
- Battle Battalions (2015)
- 8-Bit Armies (2016)
- 8-Bit Hordes (2016)
- 8-Bit Invaders! (2016)
- 8-Bit Armies: Arena (2017)
- Victory Command (Cancelled)
- Forged Battalion (2018)
- Conan RTS (2019)[4][5]
- Command & Conquer Remastered Collection (2020)